# Gamsa
Die Gamsa ist ein etwa 14 Kilometer langer Bach im Kanton Wallis, der bei Gamsen auf dem Gemeindegebiet von Brig-Glis links in die Rhone mündet.

## Geographie

### Verlauf
Die Gamsa entspringt in einem See auf 2736 m ü. M. unterhalb des Gamsagletschers. Das Gebiet ist umgeben von Dreitausendern wie dem Mattwaldhorn, dem Gamserchopf und dem Böshorn. Der Bach fliesst relativ geradlinig nordwärts in sein Tal, das Nanztal. Nach etwa 3 km fliesst der Gamsa auf 2038 m ü. M. bei Lüstschugge von rechts der Abfluss des Blawe Sees (auch Blausee) zu. Hier wird auch die Baumgrenze erreicht. Es fliessen laufend kleinere Bäche von beiden Talseiten der Gamsa zu. Auf 1767 m ü. M. fliesst ihr nach weiteren 3 km von rechts dann der Bistibach zu. Während weiter kleine Bäche von links und rechts zufliessen, erreicht die Gamsa schliesslich nach weiteren 5,5 km das Haupttal des Wallis auf 700 m ü. M. Etwa 0,8 km später erreicht sie den Rotten (Rhone) und fliesst ihm von rechts auf 655 m ü. M. zu.

### Einzugsgebiet
Das Einzugsgebiet der Gamsa hat eine Grösse von etwa 38 km². Der höchste Punkt im Einzugsgebiet ist am Gamserchopf auf 3378 m ü. M.